# Аббер
Аббе́р, або Аб-Бер, або Оба́р, або Уба́р (перс. آببر, азерб. Abbər) — невелике місто на північному заході Ірану, у провінції Зенджан. Адміністративний центр шахрестану Таром. На 2006 рік населення становило 4 918 осіб.

## Географія
Місто розташоване в північно-східній частині Зенджану, у гірській місцевості, на висоті 664 метрів над рівнем моря.
Аббер розташований на відстані приблизно 45 кілометрів на північний схід від Зенджану, адміністративного центру провінції і на відстані 245 кілометрів на захід-північний захід (WNW) від Тегерану, столиці країни. Найближчий аеропорт знаходиться в місті Зенджан.